# François-André Michaux
François-André Michaux (Versailles, 16 agosto 1770 – 23 ottobre 1855) è stato un botanico e medico francese, figlio del botanico André Michaux.

## Biografia
Figlio del botanico ed esploratore André Michaux e di Cécile Claye, che morì dandolo alla luce, François-André Michaux già da giovanissimo seguiva il padre nelle sue attività e nei suoi viaggi di ricercatore botanico.
Nel 1785, ancora adolescente, si recò con il genitore negli Stati Uniti e lo affiancò nella realizzazione di due giardini botanici: nel New Jersey e nella Carolina del Sud. Esplorò poi con lui i territori adiacenti alla città di Charleston e le terre a meridione, spingendosi sino alla parte settentrionale della Florida che era allora un possedimento spagnolo.
Michaux tornò in Francia da solo nel 1790 per completare i suoi studi e si applicò alla medicina. Seguì le lezioni del chirurgo Pierre Joseph Desault e del medico Jean-Nicolas Corvisart (1755-1821) futuro medico di Napoleone.

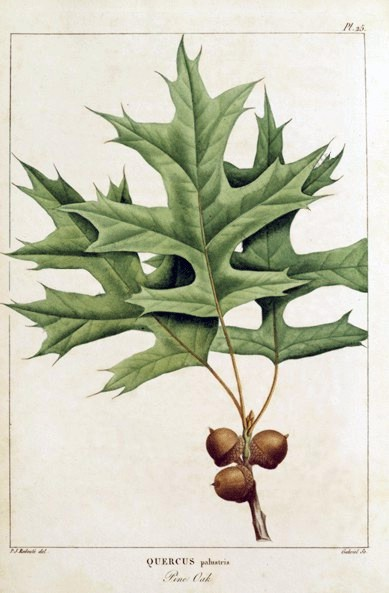
Quercus palustris
Illustrazione di Pierre-Joseph Redouté

Morto suo padre nel 1802 in Madagascar per una febbre tropicale, François-André venne incaricato dal governo di recarsi negli Stati Uniti per vendere le due piantagioni (orti botanici) che suo padre aveva lì realizzato. Quando tornò, nel 1803, pubblicò il rendiconto del suo viaggio sotto il titolo di: "Viaggio all'ovest dei Monti Allegani negli stati dell'Ohio, del Kentucky e del Tennessee e ritorno a Charleston attraverso la Carolina del Nord ... intrapreso durante l'anno X".
Il testo fu dato alle stampe a Parigi da Levrault, Schoell & C. nell'anno XII (=1804) e fu tradotto l'anno seguente in tedesco e in inglese. Nel suo ritorno dall'America è assai probabile che Michaux sia stato il primo passeggero francese a compiere la traversata atlantica sulla prima nave a vapore francese costruita da Robert Fulton: il "Clermond".
Sempre nel 1805 Michaux pubblicò Memoria sulla naturalizzazione degli alberi forestali dell'America settentrionale, edito nel 1805 sempre da Levrault & C. a Parigi.
Nel 1806 il governo gli assegnò l'incarico di determinare quali specie americane potevano essere vantaggiosamente acclimatate in Europa e Michaux partì per il suo terzo viaggio nel Nord America.  Viaggiando verso Charleston la sua nave venne catturata da un vascello inglese e Michaux fu fatto prigioniero. Ma la sua prigionia non fu tanto stretta, poiché, approdati allo scalo delle Bermuda, egli fu lasciato libero di circolare e si recò persino nell'Isola di San Giorgio. Infine fu liberato. Appena giunto negli Stati Uniti inviò in Francia un saggio: Appunti sulle isole Bermuda e, in particolare, sull'Isola di San Giorgio.
Tornò in patria nel 1808 e dal 1810 al 1813 diede alle stampe la sua opera più nota in tre volumi: Histoire des arbres forestiers de l'Amérique septentrionale, considérés principalement sous le rapport de leur usage dans les arts et de leur introduction dans le commerce, (edito da Haussmann e d'Hautel a Parigi). Il testo fu tradotto in inglese nel 1819 con il titolo: The North American Sylva, or a Description of Forest Trees of the United States, Canada and Nowa Scotia, Considered Particularly with Respect to Their Use in the Arts and Their Introduction into Commerce.
Nel libro si descrivono e si valutano specie arboree che Michaux osservò viaggiando dal nord del Messico alle falde orientali delle Montagne Rocciose assieme all'amico botanico ed esploratore John Frazer. L'edizione americana del 1819 aveva 156 tavole, molte delle quali illustrate da due maestri del disegno botanico: Pierre-Joseph Redouté e Pancrace Bessa.
Michaux divenne in seguito amministratore della Società centrale di Agricoltura (oggi Académie d'Agriculture) e mantenne tale carica dal 1820 sino al 1855, anno della sua morte. La stessa Società lo incaricò di realizzare un arboreto nella tenuta di Château d'Harcourt, nell'Eure.
Fu corrispondente dell'Accademia delle Scienze e fu decorato con la Legion d'Onore. Venne anche eletto sindaco di Vauréal in Val d'Oise.
Michaux morì a 85 anni, nella sua proprietà, lasciando tutta la sua fortuna alla "Società filosofica americana" di Filadelfia.

## Collegamenti esterni

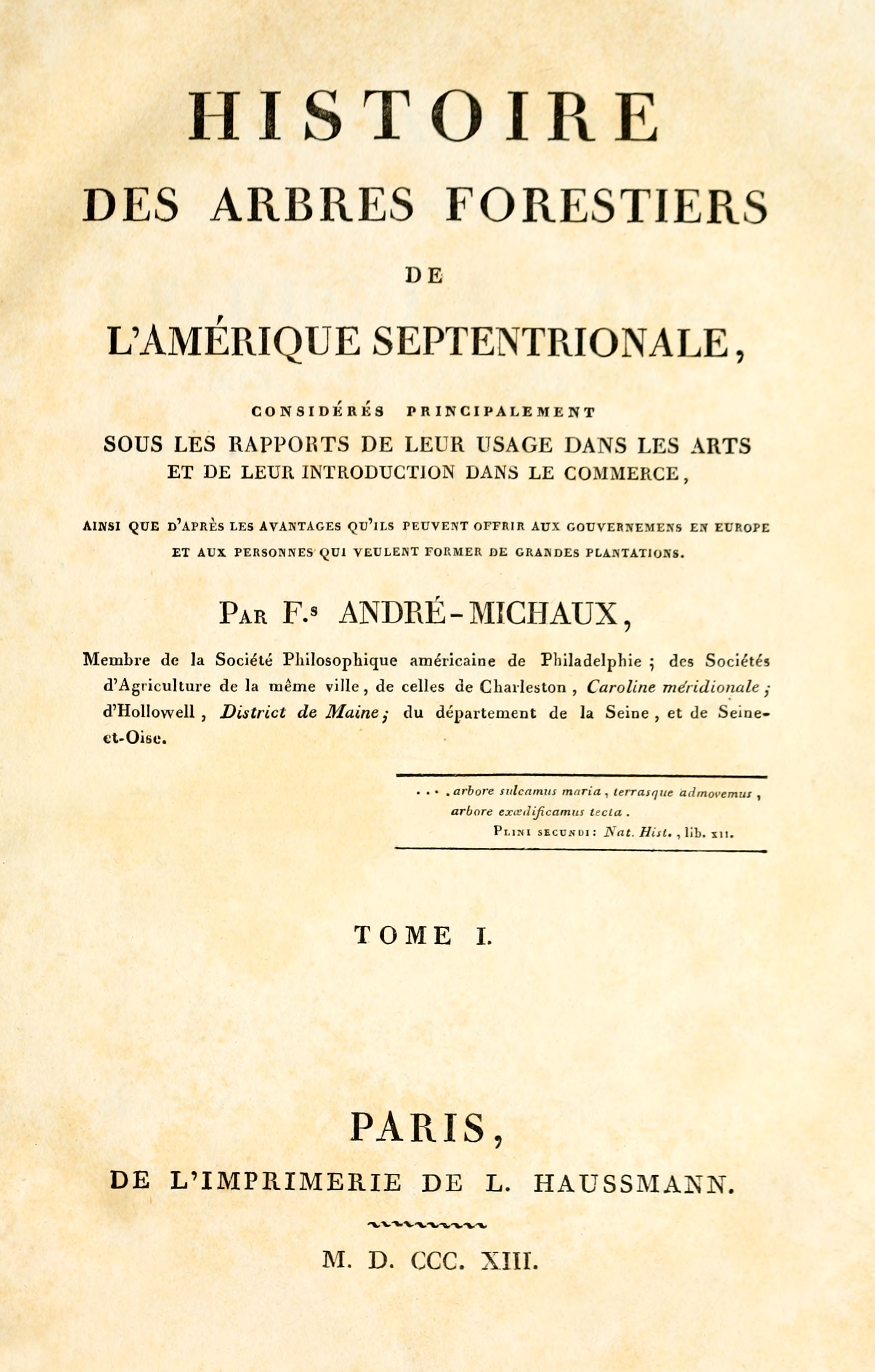
Histoire des arbres forestiers de l'Amérique septentrionale
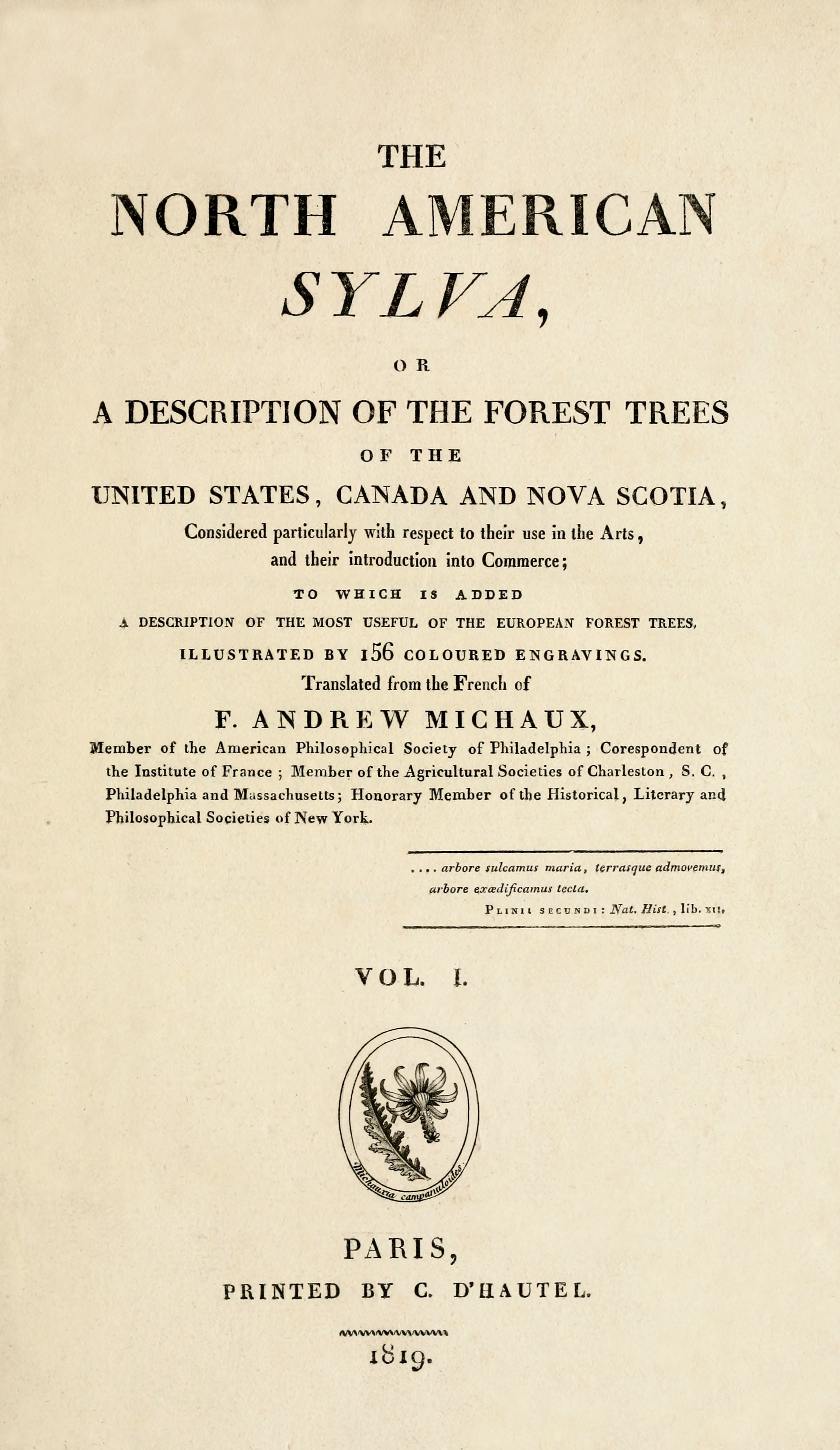
The North American Sylva